# Herb gminy Maszewo (województwo lubuskie)
Herb gminy Maszewo – symbol gminy Maszewo.

## Wygląd i symbolika
Herb przedstawia na tarczy dzielonej z prawa w skos błękitną linią falistą w polu górnym na srebrnym tle zielony świerk z brunatnym pniem, natomiast w dolnym zielonym polu trzy złote kłosy zboża.